# Abebech Afework
Abebech  (11 december 1990) is een Ethiopisch langeafstandsloopster, die is gespecialiseerd in de halve marathon en de marathon. Ze won zowel de marathon van Rotterdam als de marathon van Houston.

## Biografie
In 2009 werd Afework derde bij de halve marathon van Udine. Dit was een van haar eerste wedstrijden die ze in het buitenland liep. Een jaar later moest ze bij het wereldkampioenschap halve marathon genoegen nemen met een elfde plaats. Bij de halve marathon van Zwolle werd ze tweede.
In 2011 begon Afework voortvarend en won diverse wedstrijden. Aan haar lijst met overwinningen voegde ze toe de Great Ethiopian Run, de halve marathon van Paderborn en de Route du Vin. Ook won ze enkele wedstrijden in Nederland, zoals de halve marathon van Egmond en de Montferland Run. Bij de Dam tot Damloop finishte ze als derde.
In 2012 werd Afework zesde bij de Afrikaanse atletiekkampioenschappen in Kaapstad en verbeterde haar persoonlijk record op de 10.000 m tot 31.48,53 bij de Prefontaine Classic. In juli dat jaar werd ze derde bij de halve marathon van Bogotá. Ze slaagde er niet in een top 5 klassering te bereiken bij de halve marathon van Lille en halve marathon van New Delhi.
Vanaf 2013 begon Afework zich meer op de marathon toe te leggen. De grootste overwinning van haar sportcarrière boekte ze op dit onderdeel door in 2014 de marathon van Rotterdam te winnen. Met een tijd van 2:27.50 had ze een grote voorsprong op haar landgenote Guteni Shone, die tweede werd in 2:30.23. Eerder dat jaar won ze ook de marathon van Houston.

## Persoonlijke records
Baan
| Onderdeel | Prestatie | Datum       | Plaats |
| --------- | --------- | ----------- | ------ |
| 10.000 m  | 31.48,53  | 1 juni 2012 | Eugene |

Weg
| Onderdeel      | Prestatie | Datum             | Plaats   |
| -------------- | --------- | ----------------- | -------- |
| 10 km          | 32.27     | 18 september 2011 | Zaandam  |
| 15 km          | 49.08     | 19 april 2015     | Yangzhou |
| 20 km          | 1:05.41   | 19 april 2015     | Yangzhou |
| halve marathon | 1:09.14   | 19 april 2015     | Yangzhou |
| 25 km          | 1:22.58   | 28 september 2014 | Berlijn  |
| 30 km          | 1:40.10   | 29 september 2014 | Berlijn  |
| marathon       | 2:23.33   | 23 januari 2015   | Dubai    |

## Palmares

### 3000 m
- 2009:  Internazionale di Atletica Leggera Terra Sarda in Orroli - 9.26,24

### 10 km
- 2010:  Zwitserloot Dakrun in Groesbeek - 32.35
- 2010:  Great Ethiopian Run - 33.46
- 2011:  Great Ethiopian Run - 32.59
- 2011: 4e Corrida de São Silvestre in Luanda - 32.24

### 15 km
- 2011:  Montferland Run - 49.17,0

### 10 Eng. mijl
- 2011:  Dam tot Damloop - 52.48

### halve marathon
- 2009:  halve marathon van Udine - 1:11.15
- 2009:  halve marathon van Arezzo - 1:11.49
- 2010:  halve marathon van Zwolle - 1:10.49
- 2010: 14e WK in Nanning - 1:11.38
- 2011:  halve marathon van Egmond - 1:12.53
- 2011:  halve marathon van Paderborn - 1:11.05
- 2011:  Route du Vin - 1:10.30
- 2012:  halve marathon van Bogotá - 1:14.49
- 2013: 4e halve marathon van Luanda - 1:11.58
- 2015: 5e halve marathon van Yangzhou - 1:09.14

### marathon
- 2010:  marathon van Pune - 2:39.11
- 2013: 8e marathon van Dubai - 2:27.08
- 2013:  marathon van Rotterdam - 2:23.59,0
- 2013: 6e marathon van Chicago - 2:28.38
- 2014:  marathon van Houston - 2:25.52
- 2014:  marathon van Rotterdam - 2:27.49,4
- 2014: 5e marathon van Berlijn - 2:25.02,2
- 2015: 8e marathon van Dubai - 2:23.33
- 2015:  marathon van Ottawa - 2:25.52,4
- 2015:  marathon van Peking - 2:29.12
- 2016: 5e marathon van Seoel - 2:30.26
- 2016:  marathon van Amsterdam - 2:24.27
- 2017:  marathon van Gold Coast - 2:25.34
- 2017: 4e marathon van Frankfurt - 2:26.45

### veldlopen
- 2010: 18e WK in Bydgoszcz - 25.58
- 2012: 6e Afrikaanse kamp. in Cape Town - 27.37